# 自由广场 (阿勒颇)

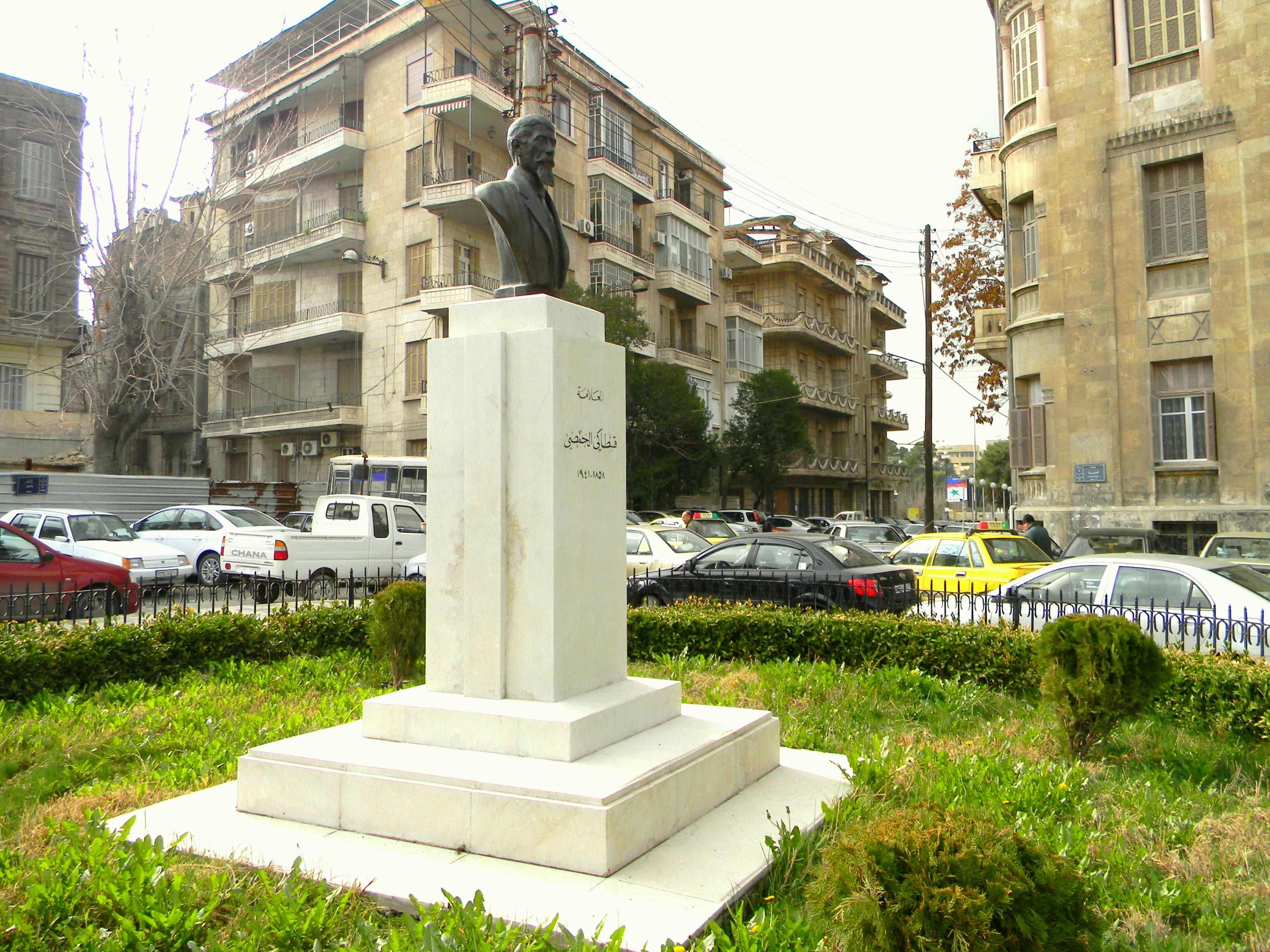
自由广场中心的Qustaki al-Himsi半身像

自由广场（阿拉伯语：‎）是叙利亚阿勒颇市中心阿齐济耶区的一个重要广场。 
自由广场从南到北被Yusuf al-Azma街穿过，东侧是 Qustaki al-Himsi 街的起点和Faris al-Khoury街的终点，那里是Melkite 希腊天主教会的圣弥额尔教堂的所在地。阿勒颇公共公园的正门位于广场西侧的Majd Al-Deen Al-Jabiri 街。其他许多狭窄的街道也以此为起点。
阿勒颇自由广场周围有许多餐馆，酒吧和咖啡馆。
自1971年以来，叙利亚诗人和作家Qustaki al-Himsi半身像，竖立在广场的中心。

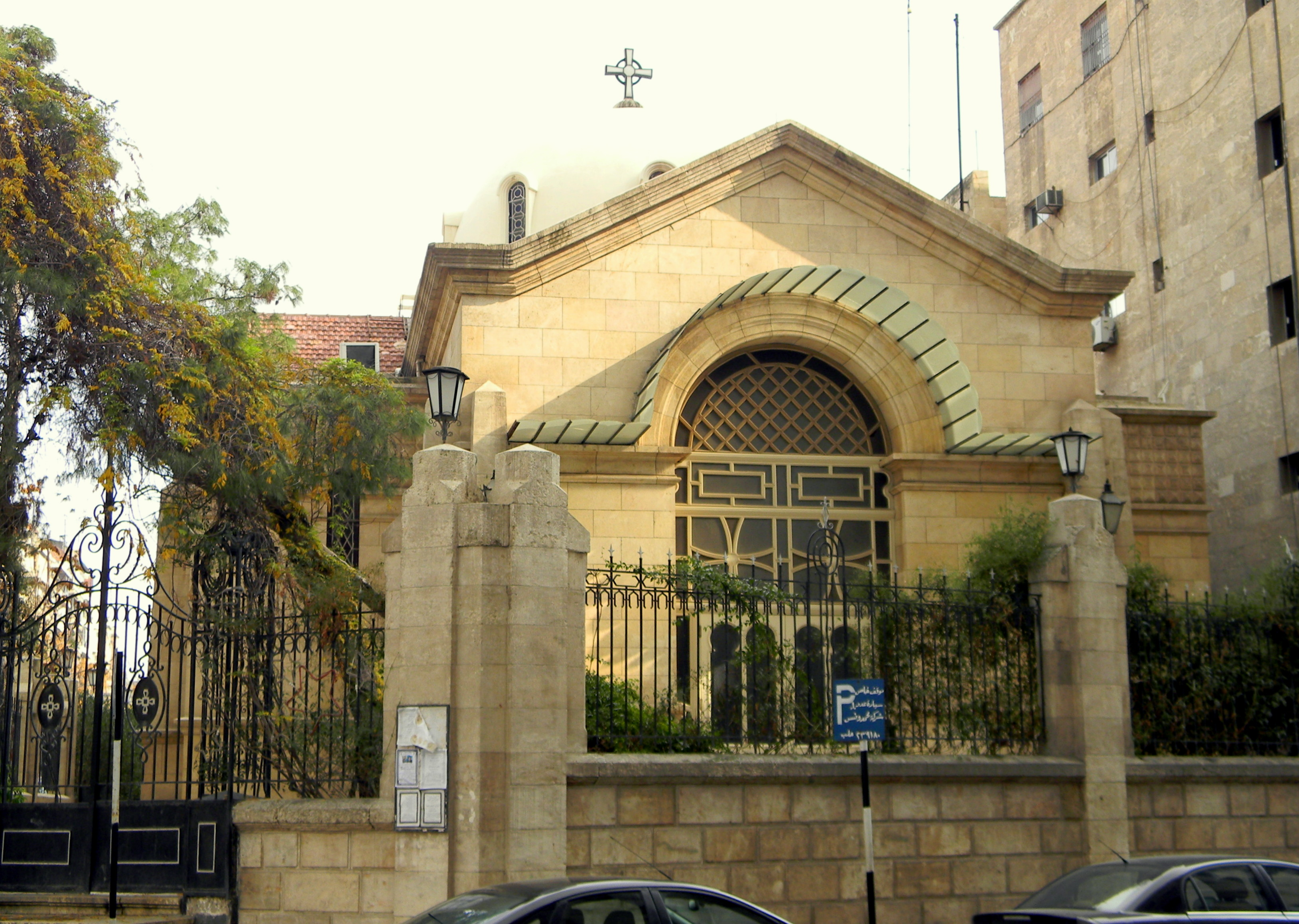
自由广场圣弥额尔教堂